# Popol Vuh (musikgrupp)
Popol Vuh, (efter Popol Vuh), var ett tyskt band (och ska ej förväxlas med norska progrock-bandet Popol Vuh med Jahn Teigen som dock något år senare, efter en stämning från Fricke, tvingades byta namn - till Popol Ace) vars tidiga år brukar klassas som krautrock, och var ett av de band som tidigt använde en synthesizer.
Florian Fricke grundade Popol Vuh 1969 tillsammans med Holger Trülzsch och Frank Fiedler, bandmedlemmarna i övrigt kom att variera under åren. Några av de mest betydelsefulla och kända medlemmarna var Renate Knaup och Daniel Fichelscher (från Amon Düül II) och Klaus Wiese. Det första albumet Affenstunde 1970 kännetecknas av den första, stora Moog-synthesizerns utpräglade ljud, ackompanjerad av Trülzschs slagverk. I detta fall handlade det om "The Big Moog" (rimmar på Vogue), som dock var omöjlig att turnera med på grund av sin storlek.
På andra albumet, In Den Gärten Pharaos 1971, tonades Moogen ner och mer piano och orgel lades till slagverken. Därmed började en ny epok i Popol Vuhs karriär, där Fricke återvände till pianot, ackompanjerad av elektrisk och akustisk gitarr och i övrigt mest akustiska, ofta exotiska slagverk från till exempel Afrika, Turkiet och Tibet, samt mässande kvinnosång och gärna en mäktig kör. På sätt skapades en närmast sakral typ av både progressiv och ambient musik där mysticism, religion och yoga spelade centrala roller. Redan efter dessa bägge album sålde så Fricke sin Big Moog till Klaus Schulze, en legendarisk elektronmusiker som började med att spela orgel och VCS 3-synthesizer på sina första album. Från Popol Vuhs tredje album, Hosianna Mantra 1972, var musiken nu nästan helt akustisk, sånär som på den mystiske, mytiske Conny Veits (Gila, Guru Guru) elgitarr.
Under 1970-talet hade gruppen sin mest produktiva tid där man bland annat samarbetade med regissören och Frickes personlige vän Werner Herzog (redan 1968 hade Florian Fricke medverkat helt kort som "Pianisten" i Herzogs debutfilm Lebenszeichen, inspelad på Kos). Det sista albumet Messo di Orfeo släpptes 1999. Efter Frickes dotters önskemål gjorde man dessutom ett album med elektronisk trance-musik 1994, City Raga. Florian Frickes död 2001 gjorde att bandet lades ner. Nämnas kan att Florians hustru Bettina Fricke bidrog både till både produktion och stod för foton till omslagen. 
Bandets namn är hämtat från mayafolkens mytologiska skrift med samma namn, Popol Vuh, skriven på quiché.

## Diskografi
- Affenstunde (1970)
- In Den Gärten Pharaos (1971)
- Hosianna Mantra (1972)
- Seligpreisung (1973)
- Einsjäger & Siebenjäger (1975)
- Das Hohelied Salomos (1975)
- Aguirre (1975)
- Letzte Tage - Letzte Nächte (1976)
- Yoga (1976)
- Singet, Denn Der Gesang Vertreibt Die Wolfe - Coeur De Verre (1977)
- Brüder des Schattens, Söhne des Lichts - Nosferatu (1978)
- Die Nacht Der Seele - Tantric Songs (1979)
- Sei Still, Wisse Ich Bin (1981), med Chris Karrer
- Fitzcarraldo (1982), med Chris Karrer
- Agape Agape - Love Love (1983)
- Spirit Of Peace (1985)
- Cobra Verde (1987)
- For You and Me (1991)
- City Raga (1994)
- Shepherd's Symphony (1997)
- Messa di Orfeo (1999)

Samlingar:
- Florian Fricke (1991)
- The Best Soundtracks From Werner Herzog Films (1991)
- Florian Fricke Plays Mozart (1992)
- Sing, For Song Drives Away The Wolves (1993)
- Movie Music (1994)
- Nicht Hoch Im Himmel (1998)
- Future Sound Experience (2002)